# Chiesa di San Pietro (Sambuci)
La chiesa di San Pietro Apostolo è la parrocchiale di Sambuci, in città metropolitana di Roma Capitale e diocesi di Tivoli; fa parte della quarta vicaria.

## Storia
Anticamente dedicata a san Silvestro, venne fondata dai monaci dell'ordine di San Benedetto. La sua attuale conformazione risale al XVII secolo, con rifacimento nel XVIII e nel XIX secolo.

## Descrizione

### Esterno

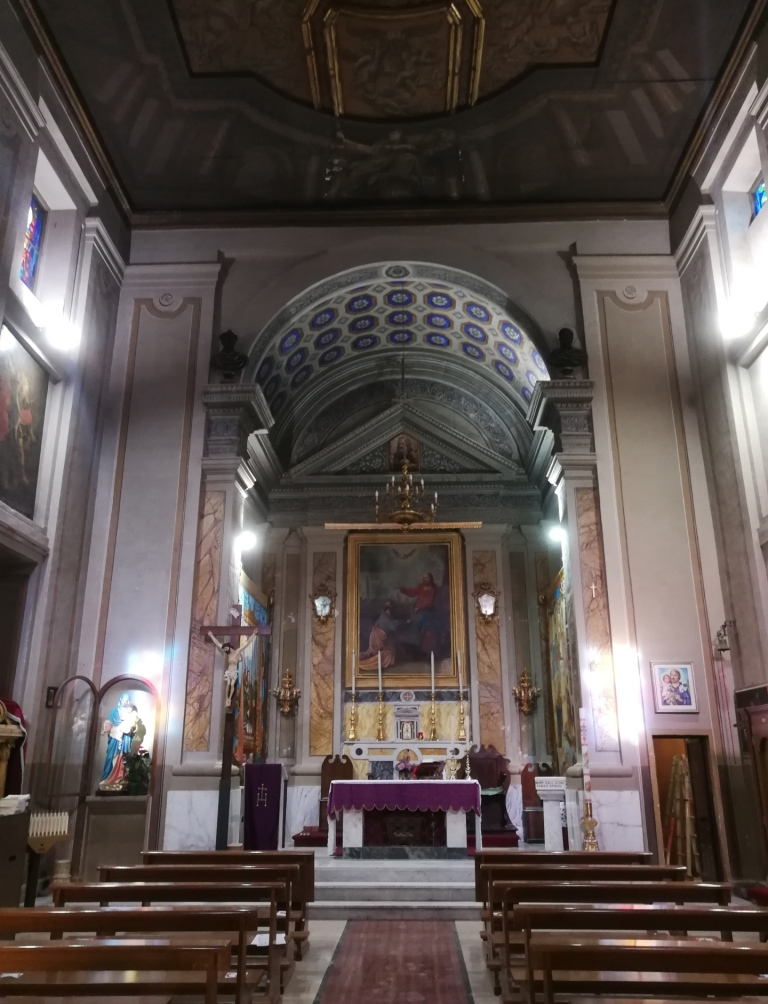
L'interno

La facciata, scandita verticalmente da quattro lesene e stretta fra due volute, è a capanna e termina in alto con un timpano triangolare, al di sotto del quale è posto lo stemma della famiglia Astalli; alla sua destra si eleva la torre campanaria.

### Interno
L'interno dell'edificio si compone di un'unica navata, le cui pareti sono abbellite da finti marmi; il soffitto ligneo dell'aula venne dipinto da Giovanni Angelo Canini nel 1663 con le Allegorie delle virtù teologali a grisaille e, al centro, la Gloria di san Pietro. Sulla cantoria in controfacciata vi è l'organo a canne, risalente alla seconda metà del XVIII secolo. L'altare maggiore, posto nell'abside quadrangolare, accoglie le reliquie di san Celso; alla sua sinistra, la finestra che permetteva ai nobili del castello di assistere alle celebrazioni senza uscire dal castello stesso.